# Nötsch im Gailtal

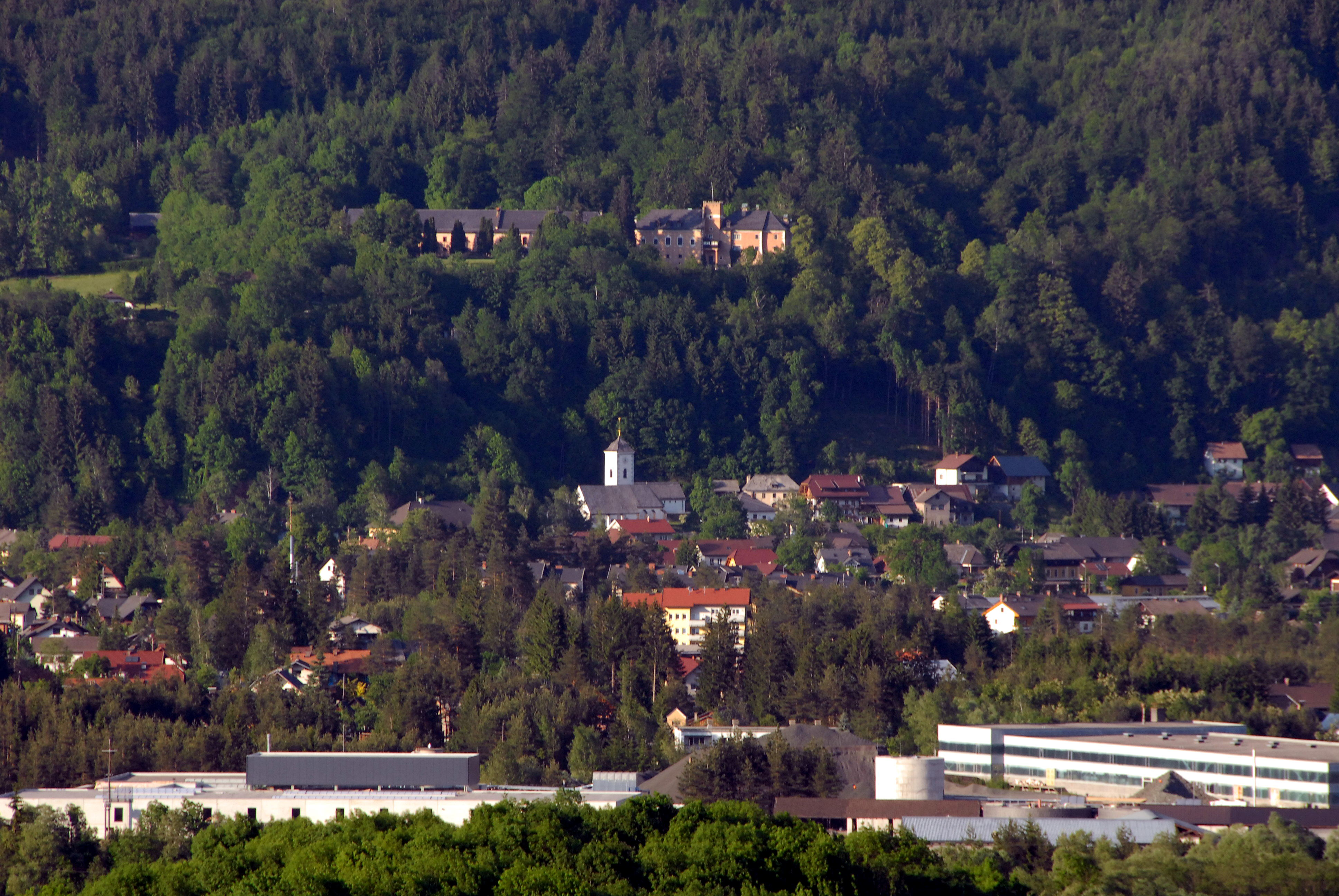
Nötsch, Ortsteil Saak, am Berg Schloss Wasserleonburg

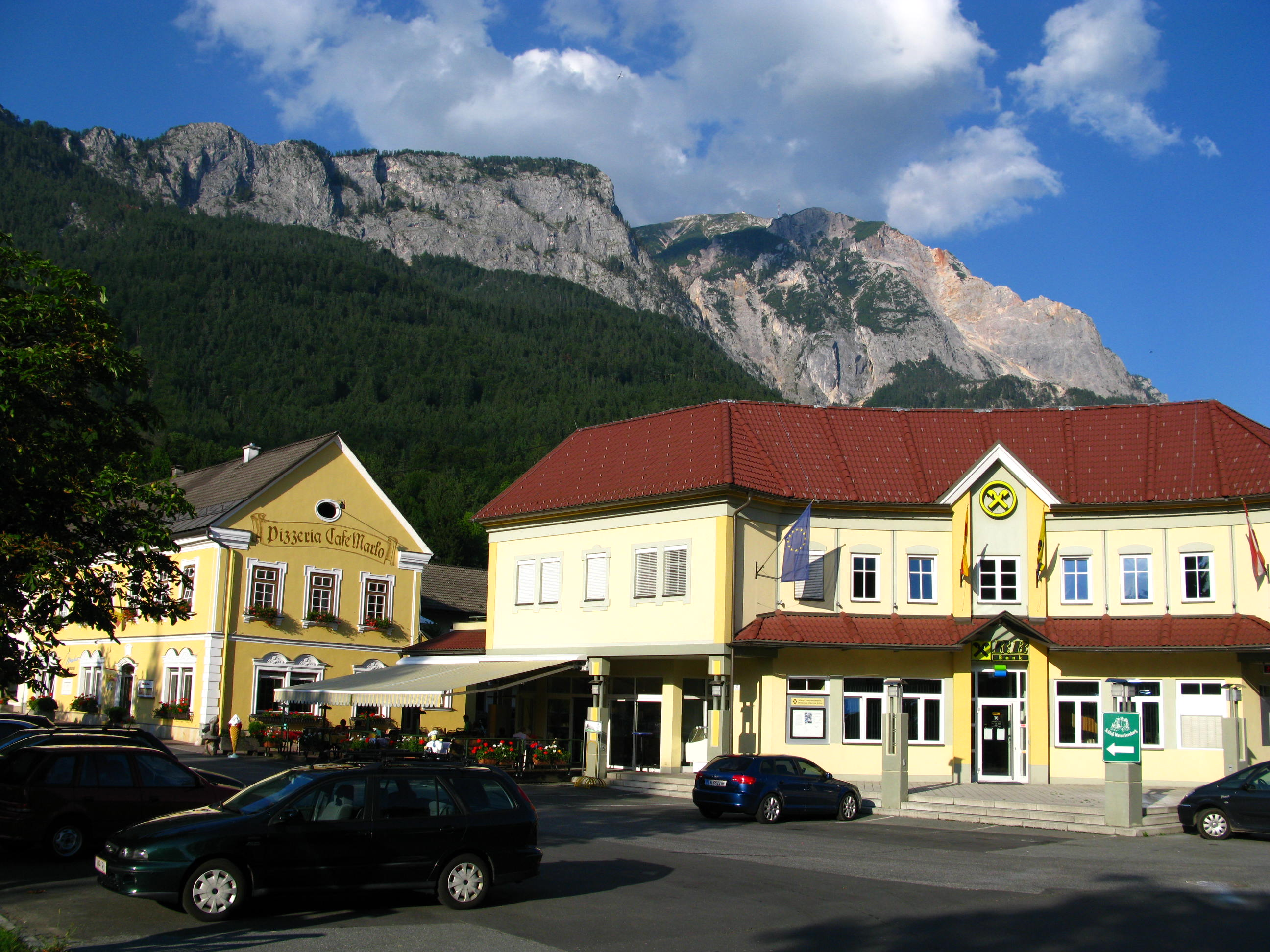
Hauptplatz in Nötsch, im Hintergrund der Dobratsch

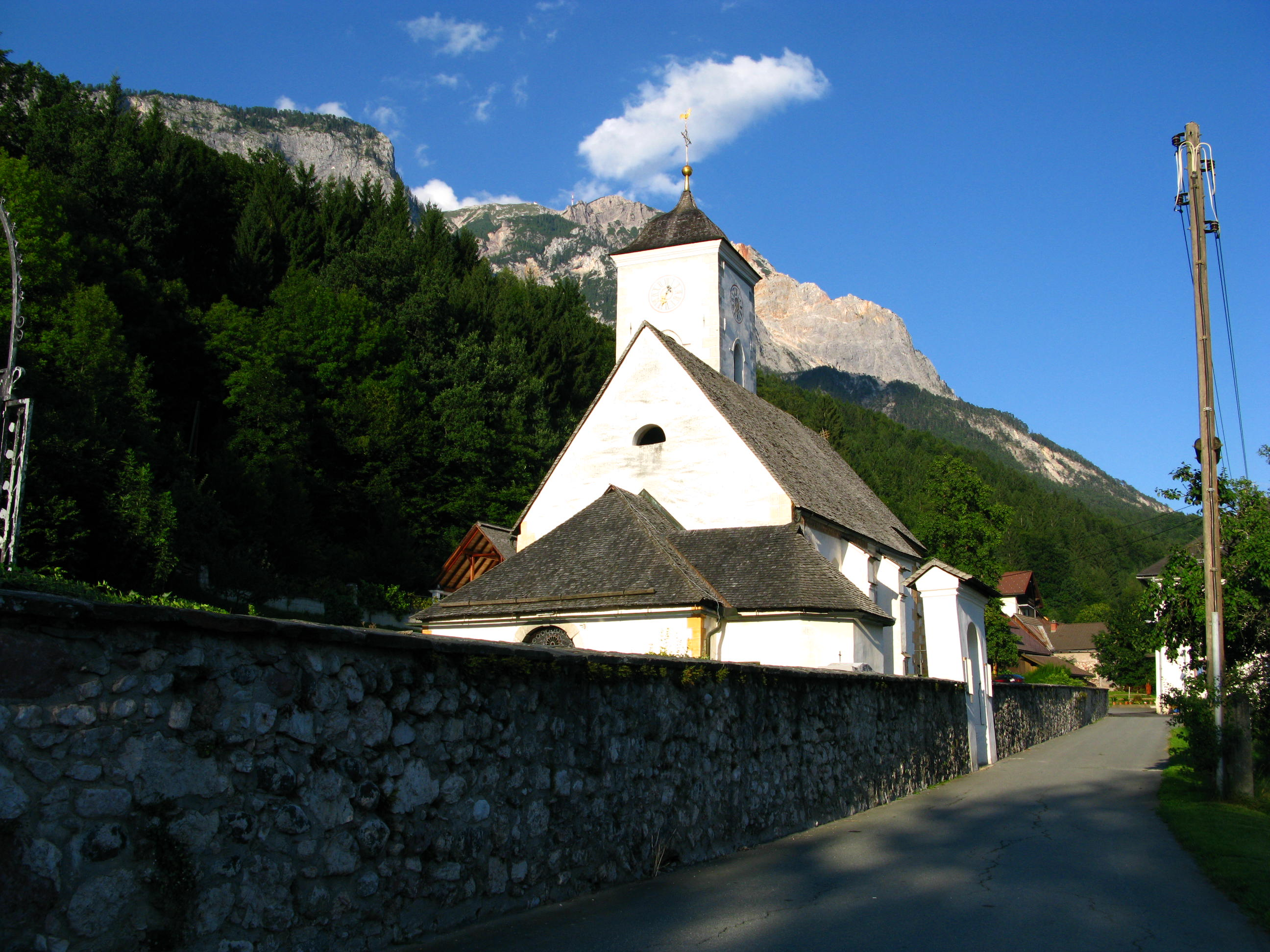
Kirche in Saak

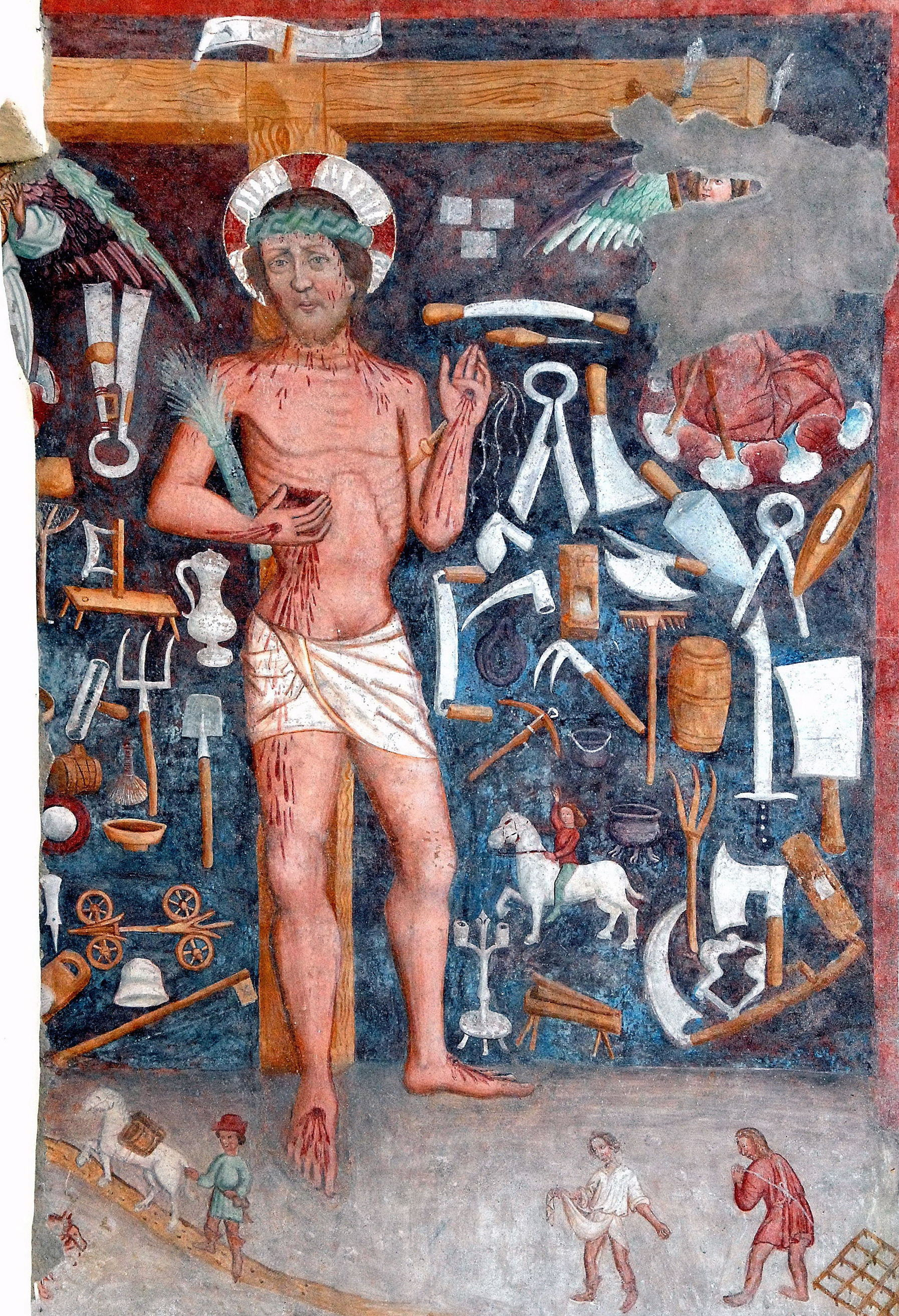
„Feiertags-Christus“, Fresko an der südlichen Außenwand der Pfarrkirche in Saak

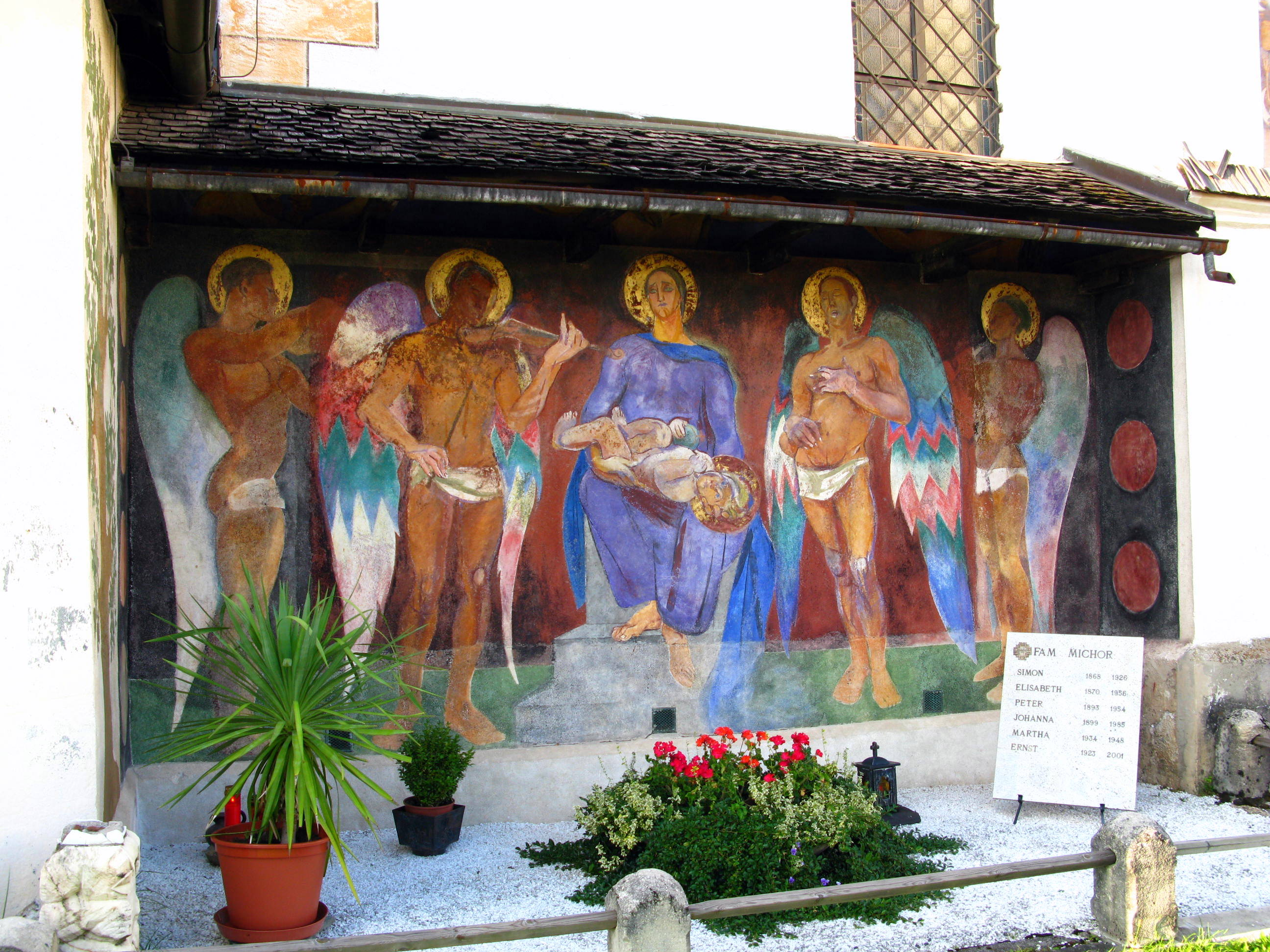
Anton-Kolig-Gemälde auf der Saaker Kirche

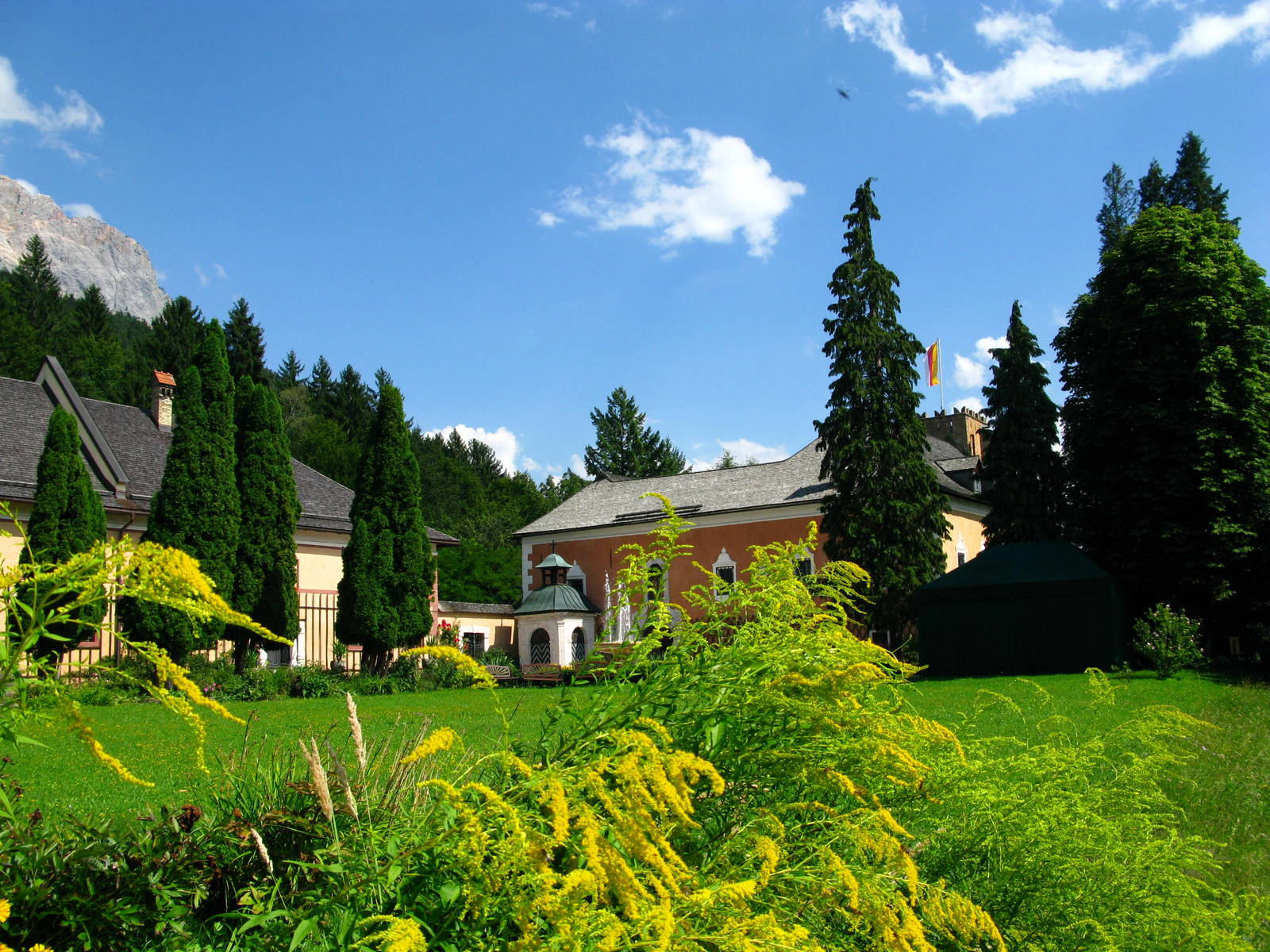
Schloss Wasserleonburg

Nötsch im Gailtal (slowenisch Čajna) ist eine Marktgemeinde mit 2340 Einwohnern (Stand 1. Jänner 2024) im Bezirk Villach-Land in Kärnten in Österreich.

## Geographie

### Geographische Lage
Die Gemeinde liegt im Gailtal im Süden Kärntens am Fuß der Villacher Alpe. Die Grenze im Süden bildet die Gail in einer Höhe von 540 Meter über dem Meer. Nach Norden steigt das Land auf bis zu 2166 Meter am Dobratsch an. Neben der Gail sind Nötschbach, Emmersdorfer Bach und Defernigbach die größten Gewässer.
Nötsch im Gailtal hat eine Fläche von 42,72 km². Davon sind 23 Prozent landwirtschaftliche Nutzfläche, 55 Prozent Wald und 16 Prozent alpines Gelände.

### Gemeindegliederung
Die Gemeinde ist in die drei Katastralgemeinden Kerschdorf im Gailtal (Črešnje), Saak (Čače) und Sankt Georgen (Šentjurij) gegliedert. Das Gemeindegebiet umfasst 17 Ortschaften (in Klammern Einwohnerzahl Stand 1. Jänner 2024):
- Bach/Potok (45)
- Dellach/Dole (12)
- Emmersdorf/Šmerče (43)
- Förk/Borče (135)
- Glabatschach/Globače (8)
- Hermsberg/Rute (26)
- Kerschdorf/Črešnje (138)
- Kreublach/Hriblje (36)
- Kühweg/Skovče (71)
- Labientschach/Labenče (218)
- Michelhofen/Mišelče (45)
- Nötsch/Čajna (889)
- Poglantschach/Poklanče (50)
- Saak/Čače (328)
- St. Georgen im Gailtal/Šentjurij v Ziljski dolini (104)
- Semering/Semreče (97)
- Wertschach/Dvorče (95)

### Nachbargemeinden
|                              | Bad Bleiberg                                |             |
| Sankt Stefan im Gailtal (HE) | Kompassrose, die auf Nachbargemeinden zeigt | Arnoldstein |
|                              | Feistritz an der Gail                       | Hohenthurn  |

## Geschichte
Die erste urkundliche Erwähnung von Nötsch ist aus dem Jahr 1253 überliefert.
Der Ort litt schon immer unter großen Überschwemmungen, die häufig das gesamte Tal betrafen. Das Beben vom 25. Jänner 1348 löste am Dobratsch einen Bergsturz aus, der eine Aufstauung der Gail verursachte und zahlreiche Gebäude zerstörte. Weitere Gailüberschwemmungen in den Jahren 1848 und 1851 hatten ebenfalls verheerende Folgen, unter anderem wurden viele Brücken zerstört.
Mit der Konstituierung der politischen Gemeinden in Kärnten 1850 wurde die Ortsgemeinde Emmersdorf gebildet. Sie wurde 1960 in Nötsch im Gailtal umbenannt. 1999 erhielt die Gemeinde das Recht, die Bezeichnung „Marktgemeinde“ zu führen.
Noch 1924 waren die Pfarren St. Paul an der Gail/Šentpavel na Zilji slowenisch, ebenso die Pfarre Vorderberg/Blače und in der zweisprachig ausgewiesenen Pfarre Sankt Georgen/Šentjurij wurden die Filialkirchen Emmersdorf/Smerče Kerschdorf/Črešnje und Tratten/Pešišče nur slowenisch geführt. Zweisprachig wurde die Pfarre Saak/Čače geführt. Lediglich die Filialkirche in Schloss Wasserleonburg wurde deutsch geführt.
Bei einem alliierten Bombenangriff am 17. Dezember 1944 auf Nötsch werden mehrere Einwohner verletzt und getötet.
1989 kam es bei einer Raubgrabung am Laas-Riegel bei Förk zu einem keltischen Waffenweihefund aus der Latènezeit. Dieser gelangte daraufhin illegal in den Schweizer Kunsthandel. Zwei Drittel des Fundes wurden vom RGZM angekauft und das übrige Drittel vom privaten Sammler Axel Guttmann. Nachdem die Fundumstände bekannt wurden, erwarb das Landesmuseum Kärnten beide Teile des Fundkomplexes.

## Bevölkerung
Laut Volkszählung 2001 hat Nötsch 2.352 Einwohner, davon besitzen 96,9 % die österreichische Staatsbürgerschaft.
89,0 % der Bevölkerung bekennen sich zur römisch-katholischen Kirche, 4,9 % zur evangelischen Kirche und 1,4 % sind islamischen Glaubens; 3,4 % sind ohne religiöses Bekenntnis.

### Bevölkerungsentwicklung
| Nötsch im Gailtal: Einwohnerzahlen von 1869 bis 2024 | Nötsch im Gailtal: Einwohnerzahlen von 1869 bis 2024 | Nötsch im Gailtal: Einwohnerzahlen von 1869 bis 2024 | Nötsch im Gailtal: Einwohnerzahlen von 1869 bis 2024 | Nötsch im Gailtal: Einwohnerzahlen von 1869 bis 2024 |
| ---------------------------------------------------- | ---------------------------------------------------- | ---------------------------------------------------- | ---------------------------------------------------- | ---------------------------------------------------- |
| Jahr                                                 |                                                      |                                                      |                                                      | Einwohner                                            |
| 1869                                                 | 1869                                                 |                                                      | 2.234                                                | 2.234                                                |
| 1880                                                 | 1880                                                 |                                                      | 2.284                                                | 2.284                                                |
| 1890                                                 | 1890                                                 |                                                      | 2.404                                                | 2.404                                                |
| 1900                                                 | 1900                                                 |                                                      | 2.219                                                | 2.219                                                |
| 1910                                                 | 1910                                                 |                                                      | 2.001                                                | 2.001                                                |
| 1923                                                 | 1923                                                 |                                                      | 1.921                                                | 1.921                                                |
| 1934                                                 | 1934                                                 |                                                      | 2.018                                                | 2.018                                                |
| 1939                                                 | 1939                                                 |                                                      | 2.392                                                | 2.392                                                |
| 1951                                                 | 1951                                                 |                                                      | 2.197                                                | 2.197                                                |
| 1961                                                 | 1961                                                 |                                                      | 2.218                                                | 2.218                                                |
| 1971                                                 | 1971                                                 |                                                      | 2.193                                                | 2.193                                                |
| 1981                                                 | 1981                                                 |                                                      | 2.208                                                | 2.208                                                |
| 1991                                                 | 1991                                                 |                                                      | 2.368                                                | 2.368                                                |
| 2001                                                 | 2001                                                 |                                                      | 2.352                                                | 2.352                                                |
| 2011                                                 | 2011                                                 |                                                      | 2.283                                                | 2.283                                                |
| 2021                                                 | 2021                                                 |                                                      | 2.308                                                | 2.308                                                |
| 2024                                                 | 2024                                                 |                                                      | 2.340                                                | 2.340                                                |
| Quelle(n): Statistik Austria, Gebietsstand 1.1.2021  |                                                      |                                                      |                                                      |                                                      |

## Kultur und Sehenswürdigkeiten

### Museen
- Museum des Nötscher Malerkreises

### Bauwerke
- Die Pfarrkirche Heiliger Kanzian in Saak ist ein im spätgotischen Stil in der zweiten Hälfte des 15. Jahrhunderts errichteter Kirchenbau. Die Vorhalle stammt aus dem 18. Jahrhundert. Langhaus und Chor liegen unter Stern- bzw. Netzrippengewölben. Auf dem barocken Hochaltar (um 1740) steht eine Figurengruppe Heilige Cantius, Cantianus und Cantianilla (um 1600). Seitenaltar um 1690 mit spätgotischer Marienfigur. Kanzel datiert 1685, am Kanzelkorb Blumenbilder. Heiliggrabkapelle mit Golgothagruppe, 1768 errichtet. An der südlichen Außenwand Darstellung eines „Feiertags-Christus“, um 1500, umgeben von den Werkzeugen der an Sonn- und Feiertagen verbotenen Tätigkeiten. Ein weiteres Außenfresko stammt aus dem Jahr 1924. Im Kircheninneren befinden sich Fresken von 1465 und 1516.
- Friedhof in Saak: An der südlichen Kirchenfassade befindet sich das Grab der Familie Michor mit dem Fresko einer Madonna mit Kind, von musizierenden Engeln umgeben, das bedeutendste erhaltene Monumentalwerk von Anton Kolig, 1927 bis 1929 im Auftrag von Peter Michor gemalt. An der südlichen Außenwand des Presbyteriums das Grab von Anton Kolig mit einem kleinen, als Mosaik ausgeführten Tondo nach dessen Entwurf (um 1927). In der südöstlichen Ecke des Friedhofes das Grab von Franz Wiegele, an der südlichen Friedhofsmauer das Grab von Hubert Isepp, Bruder des Malers Sebastian Isepp, auf dem westlichen Friedhofsteil das Grab von dessen Nichte Christine, der Frau des Malers Gerhart Frankl.
- Der ehemalige Pfarrhof in Saak 49 wurde 1757 von der Herrschaft Wasserleonburg errichtet. Er ist jetzt in Privatbesitz und wird als Gemäldegalerie genutzt.
- Die Pfarrkirche St. Georgen im Gailtal in der gleichnamigen Ortschaft.

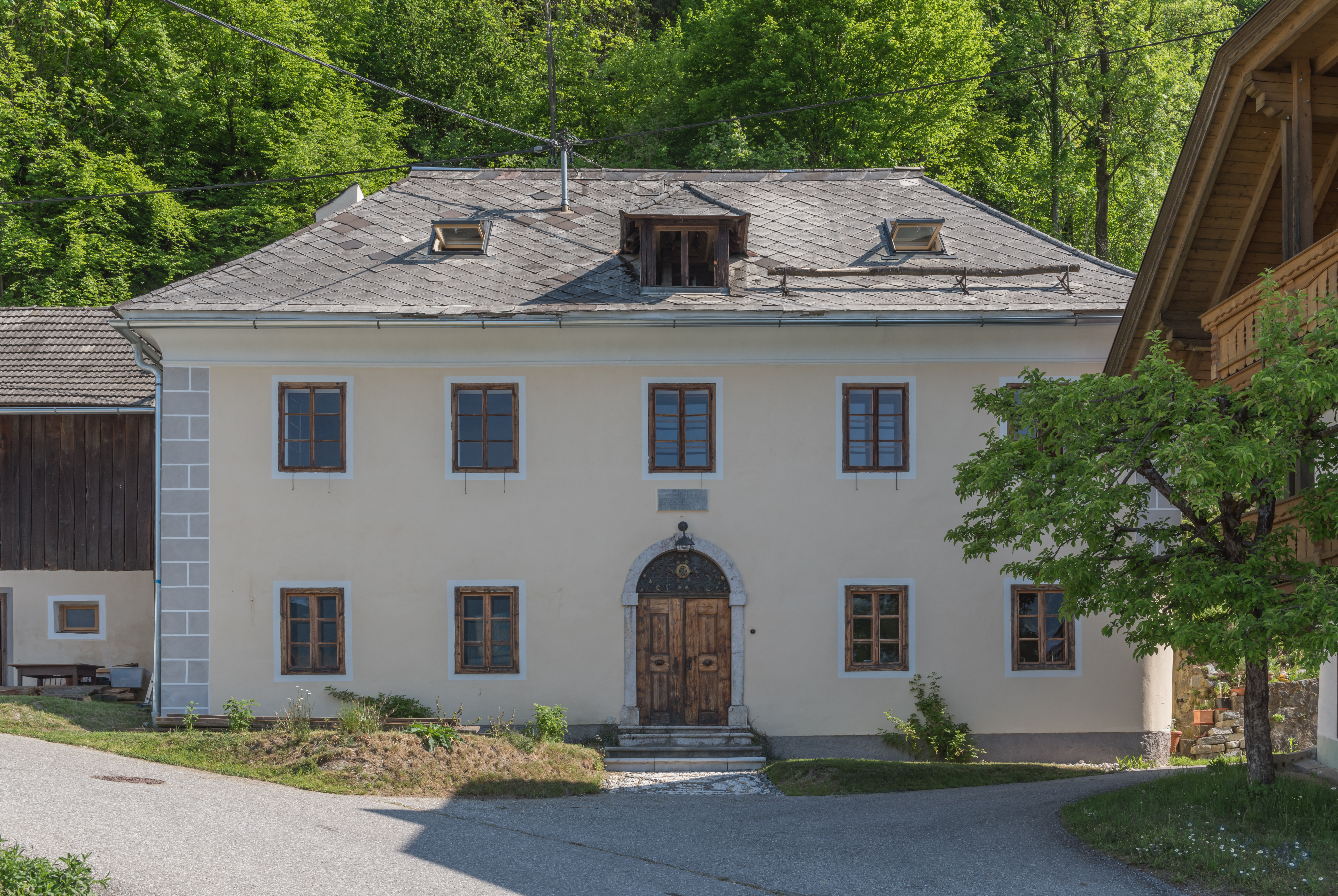
Der alte Pfarrhof
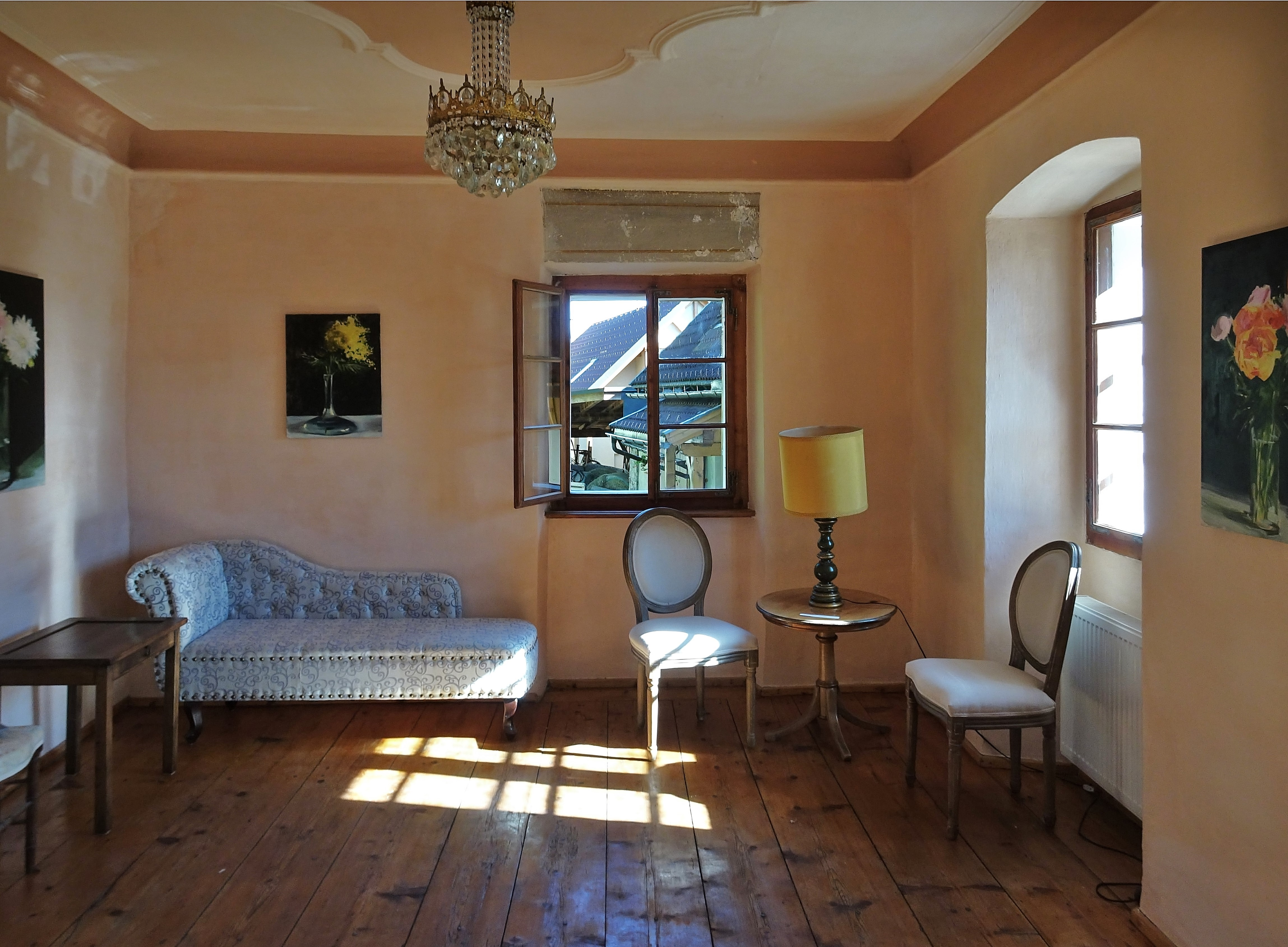
Blick in den ehemaligen Wohnraum
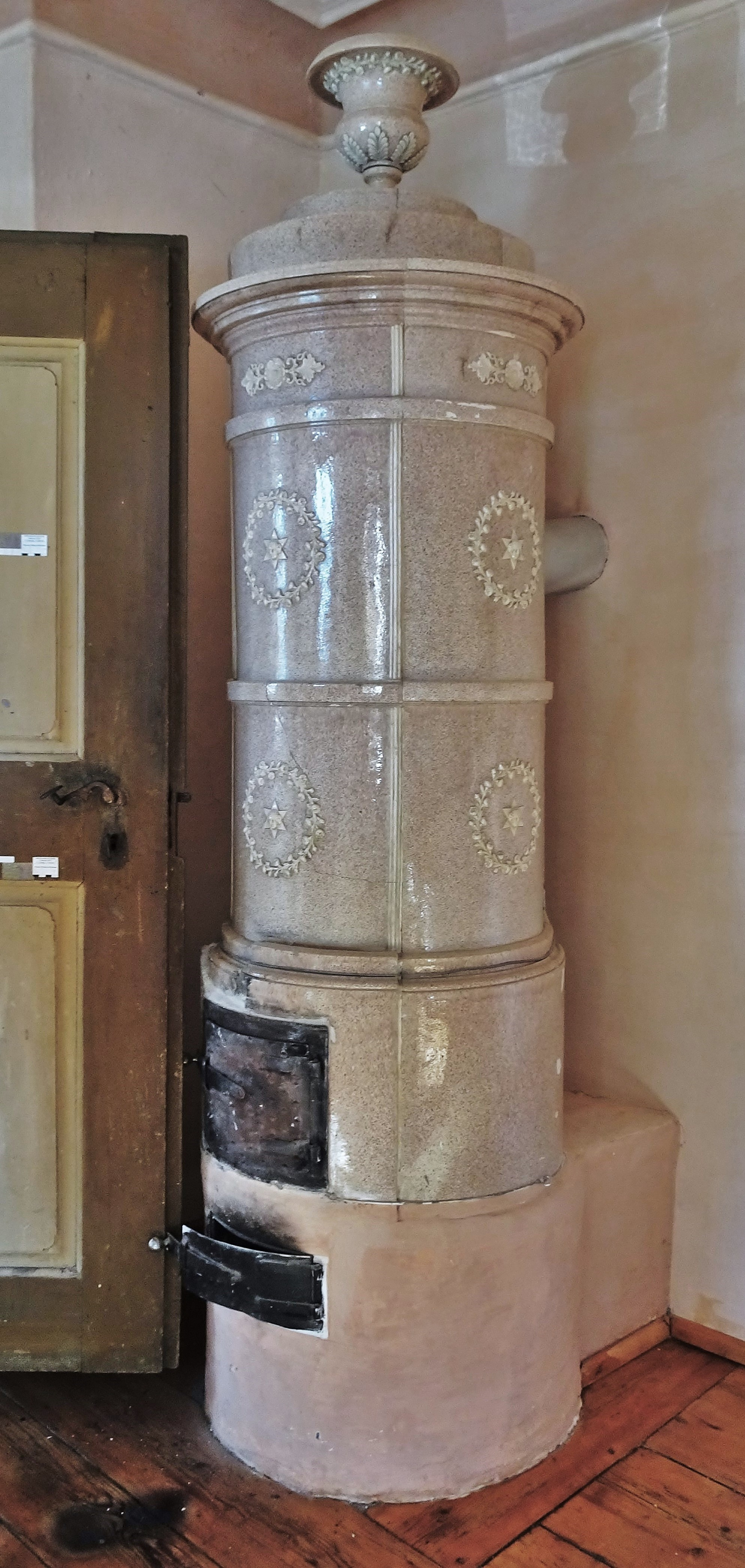
Kachelofen im Wohnraum

- Das Schloss Wasserleonburg in Saak wurde urkundlich erstmals 1253 erwähnt und wurde ursprünglich als Löwenburg bezeichnet. Bedeutend ist die spätmanieristische Hoffassade, die um 1650 errichtet wurde, ebenfalls bemerkenswert ist der Renaissancelaubenhof und die Schlosskapelle.
- Windische Kapelle am Dobratsch

### Regelmäßige Veranstaltungen
- Jeden 19. März wird ein großer „Josefimarkt“ veranstaltet.
- Alljährlich findet im Juli und August der Gailtaler Kirchtag mit dem Kufenstechen und dem Lindentanz statt.
- Beim jährlich im Oktober stattfindenden Polentafest werden Polentagerichte und andere kulinarische Spezialitäten der Region kredenzt.

### Vereine
In Nötsch gibt es eine reges Vereinsleben, das für einige Veranstaltungen in der Gemeinde verantwortlich ist.

#### Kulturelle Vereine
- Gailtaler Trachtenkapelle Wertschach[7]
- Saak-Förk Burschenschaft
- Burschenschaft Nötsch
- Labientschacher Burschenschaft
- Wertschacher Burschenschaft
- Dorfgemeinschaft Saak und Förk
- Freunde des Nötscher Kreises
- Jagdhornbläsergruppe Dobratsch
- Männergesangsverein Nötsch
- Nötscher Freizeitkünstler
- Verein des internationalen Bildhauersymposions Nötsch
- Spinnrunde St. Georgen im Gailtal

#### Sportvereine
- ATUS Nötsch
- Flugsportverein Nötsch

## Wirtschaft und Infrastruktur

### Wirtschaftssektoren

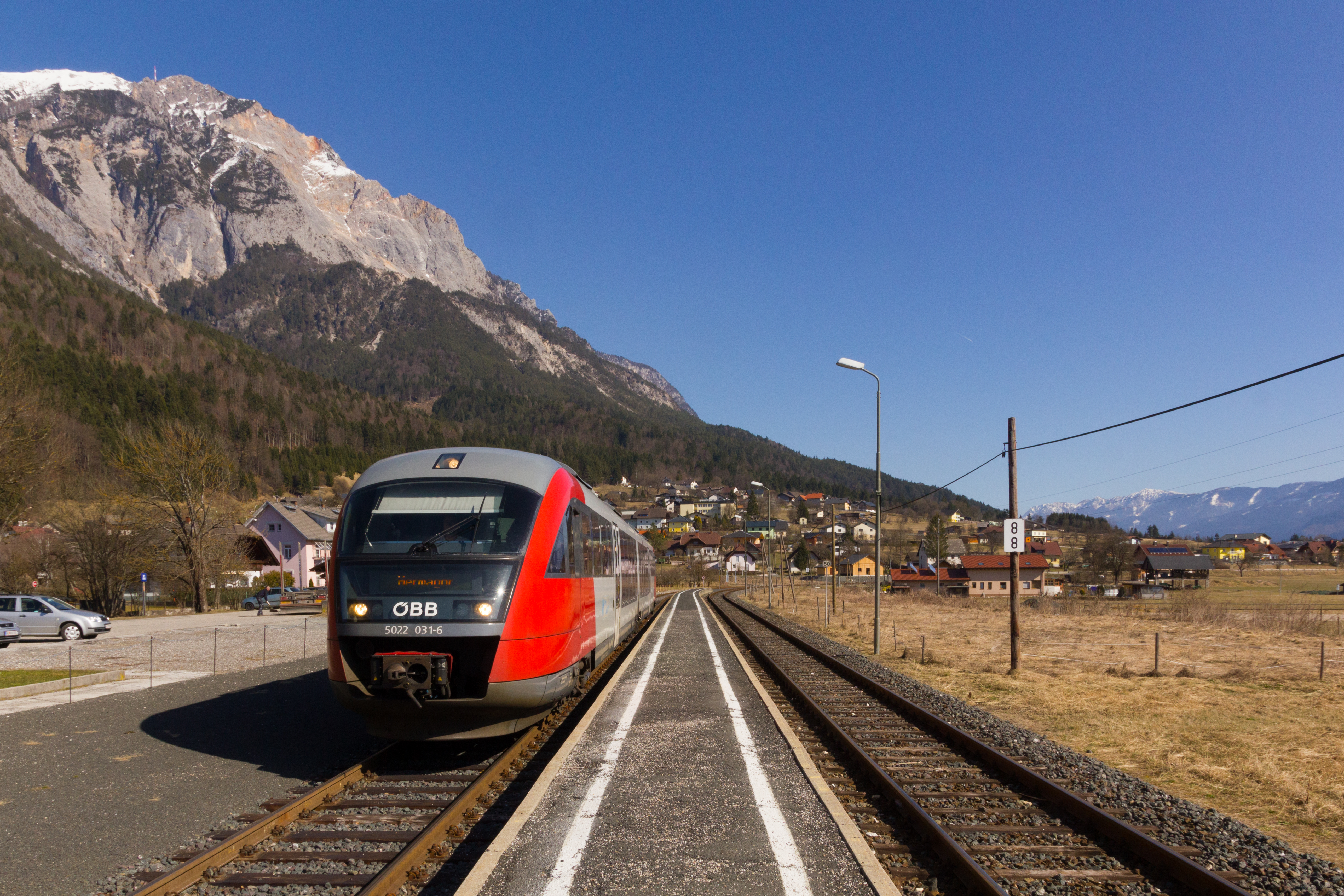
Schnellbahn im Bahnhof Nötsch (2017), links der Dobratsch.

Im Jahr 2010 gab es 129 Bauernhöfe. Über 100 davon wurden im Nebenerwerb betrieben. Sie bewirtschafteten rund 80 Prozent der Flächen. In den zehn Jahren von 2001 bis 2011 sank im Produktionssektor die Anzahl der Erwerbstätigen im Bereich Herstellung von Waren trotz leicht steigender Betriebszahl von 80 auf 50. Der wichtigste Arbeitgeber im Dienstleistungssektor waren die sozialen und öffentlichen Dienste mit 100 Mitarbeitern, gefolgt vom Handel und der Beherbergung und Gastronomie.
| Wirtschaftssektor           | Anzahl Betriebe | Anzahl Betriebe | Anzahl Betriebe | Erwerbstätige | Erwerbstätige | Erwerbstätige |
| Wirtschaftssektor           | 2021            | 2011            | 2001            | 2021          | 2011          | 2001          |
| --------------------------- | --------------- | --------------- | --------------- | ------------- | ------------- | ------------- |
| Land- und Forstwirtschaft 1 | 46              | 129             | 158             | 58            | 55            | 23            |
| Produktion                  | 28              | 29              | 21              | 97            | 87            | 130           |
| Dienstleistung              | 125             | 105             | 75              | 351           | 289           | 247           |

### Verkehr
- Eisenbahn: Durch Nötsch verläuft die Gailtalbahn, auf der eine Schnellbahnverbindung nach Villach besteht.[12] Die Strecke von Hermagor nach Arnoldstein wurde 2019 elektrifiziert.[13]
- Straße: Die wichtigste Straßenverbindung ist die Gailtal Straße B111.
- Im Gemeindegebiet liegt der Flugplatz Nötsch im Gailtal.

## Politik

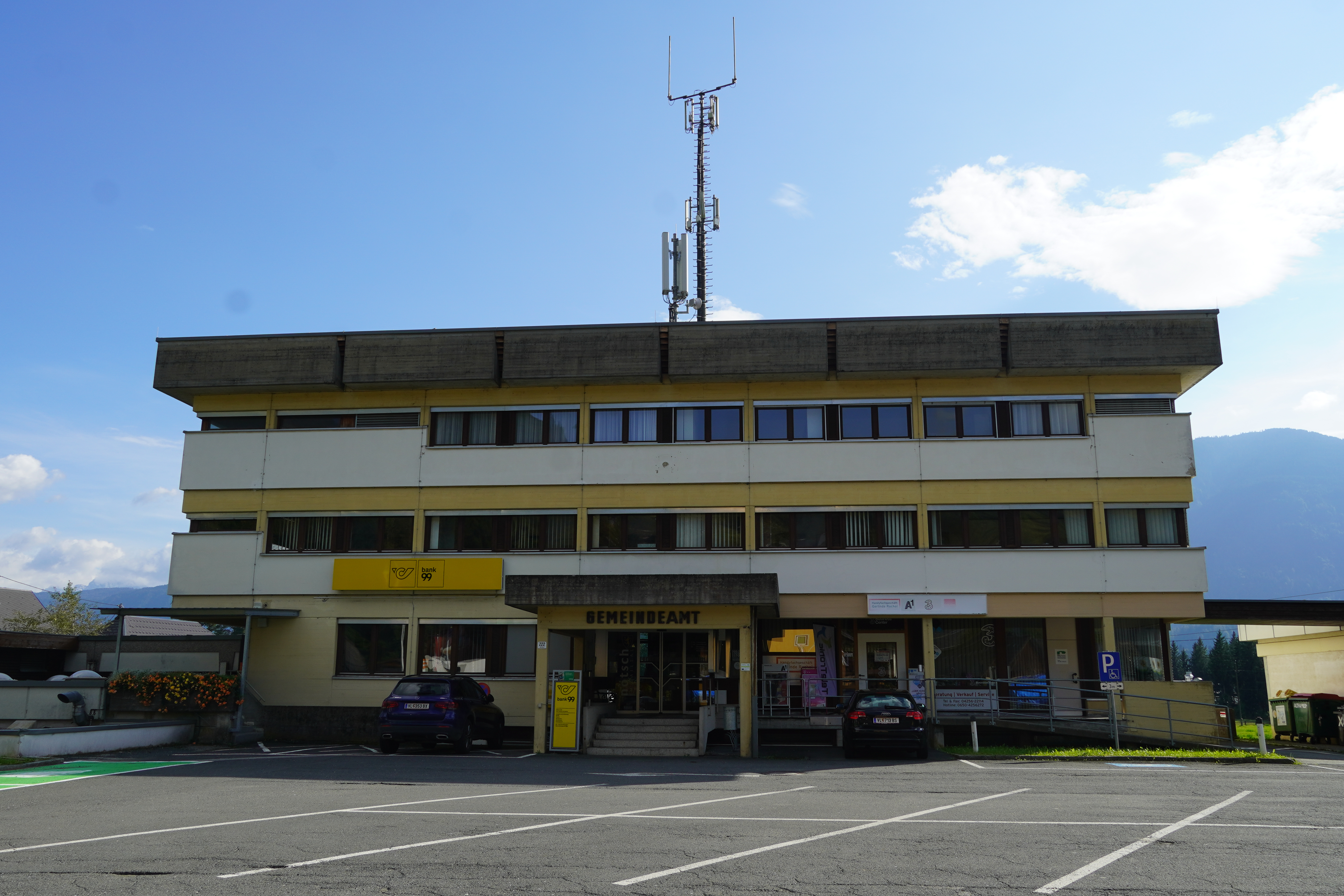
Gemeindeamt

### Gemeinderat
Der Gemeinderat von Nötsch hat 19 Mitglieder.
- Nach der Gemeinderatswahl 2015 setzte er sich wie folgt zusammen: 8 ÖVP, 7 SPÖ, 2 Grüne und Bürgerplattform Kanal, 2 FPÖ[14]
- Nach der Gemeinderatswahl 2021 setzt er sich wie folgt zusammen: 9 ÖVP, 7 SPÖ, 2 GRÜNE, 1 FPÖ.[15]

### Bürgermeister
Direkt gewählter Bürgermeister ist Alfred Altersberger (ÖVP).

### Wappen
Das Motiv des Wappens von Nötsch hat das älteste überlieferte Siegel eines Besitzers der Wasserleonburg zum Inhalt. Dabei handelt es sich um einen Cholo de Lewenburg (Löwenburg), der im Jahr 1250 erstmals urkundlich genannt wurde und dessen Siegel sich an einer Urkunde aus dem Jahr 1258 findet. Der aufrechte, nach rechts schreitende und hersehende Löwe steht sicher im Zusammenhang mit dem Namen der Burg, wobei zudem ein Bezug zum Hochstift Bamberg als ursprünglichen Lehnsherren als wahrscheinlich gilt.
Wappen und Fahne wurden der Gemeinde am 15. Juni 1960 verliehen, die Fahne ist Gelb-Blau mit eingearbeitetem Wappen.

## Persönlichkeiten

### Söhne und Töchter der Gemeinde
- Anton Moritsch (1826–1903), Fabrikant und Politiker, Mitglied des Abgeordnetenhauses 1876–1885[18]
- Simon Michor (1868–1926), österreichischer Landwirt und Politiker, Bürgermeister von Emmersdorf
- Vinzenz Schumy (1878–1962), Kärntner Landeshauptmann, österreichischer Innenminister (1. Republik)
- Sebastian Isepp (1884–1954), Maler des Nötscher Kreises
- Franz Wiegele (1887–1944), Maler des Nötscher Kreises
- Rudolf Exler (1905–1982), Betriebstechniker, Politiker und Abgeordneter zum Nationalrat
- Hermine Wiegele (* 1939), Bäckerin, Herausgeberin und die Initiatorin des Museums des Nötscher Kreises

### Mit der Gemeinde verbundene Persönlichkeiten
- Anton Kolig (1886–1950), Maler des Nötscher Kreises, Hochschullehrer
- Anton Mahringer (1902–1974), Maler des Nötscher Kreises
- Peter W. Michor (* 1949), österreichischer Mathematiker